# A nap szerelmese
A nap szerelmese egy 1956-ban bemutatott amerikai életrajzi film Vincent van Gogh holland festő életéről. Irving Stone 1934-es azonos című regényén alapul.

## Cselekmény
Vincent lelkésznek készül, mint az apja, de az egyházi hatóságok alkalmatlannak találják. Könyörög nekik, hogy kapjon valamilyen pozíciót, és egy nagyon szegény bányászközösségbe helyezik. Itt elmélyül a bányászok sorsában, és elkezdi felvázolni mindennapjaikat.
A vallási vezetőknek nem tetszik a hozzáállása, és nem tetszik nekik társadalmi aktivizmusa és a szegényekkel való törődése. Hazatér az apjához. Itt beleszeret egy nőbe, aki unokatestvére, és aki elutasítja Van Goghot, mert képtelen anyagilag fenntartani magát. Vincent követi őt családi házába, ahol egy gyertyaláng fölé tartja a kezét, hogy bizonyítsa szeretetét, de megtudja, hogy a lány iszonyodik tőle, és nem akarja többet látni. 
Ezután elkezdett rajzolni. Unokatestvére, Anton Mauve festéket és vásznat ad neki. Testvére, Theo van Gogh anyagilag segíti. Vincent felvesz egy prostituált, aki végül szintén elhagyja, mert túl szegénynek tartja. A festészet a szenvedélye, amit úgy művel, hogy közben gyötrődik, mert nem tudja pontosan megfesteni azt, amit lát.
Apja halála után Theóval Párizsba megy, ahol festőket fedez fel. Theo nem tud vele élni, Vincent pedig elmegy Arles-ba. Paul Gauguin (akivel Párizsban ismerkedett meg) odaköltözik hozzá, egy ideig jó viszonyban vannak. Van Gogh azonban még Gauguin művészetének is túlságosan megszállott, és sokat vitatkoznak, ami Gauguint az elköltözésre készteti, ezután Vincent levágja a saját fülét. Vincent-nek rohamai lesznek, és önkéntesen elmegyógyintézetbe vonul, ahol megengedik, hogy fessen. Távozik, és Theo segítségével visszatér egy vidéki területre, hogy folytassa a festést. Búzamező festése közben zavarják a varjak, és kétségbeesik, egy revolvert vesz elő, hogy lelője magát. Néhány nappal később az ágyában hal meg.

## Szereplők
- Kirk Douglas – Vincent van Gogh
- Anthony Quinn – Paul Gauguin
- James Donald – Theo van Gogh
- Pamela Brown – Christine
- Everett Sloane – Dr. Paul Gachet
- Henry Daniell – Theodorus van Gogh, Vincent és Theo apja
- Madge Kennedy – Anna Cornelia van Gogh, Vincent és Theo anyja
- Noel Purcell – Anton Mauve
- Niall MacGinnis – Roulin
- Jill Bennett – Willemien
- Lionel Jeffries – Dr. Peyron
- Laurence Naismith – Dr. Bosman
- Eric Pohlmann – Colbert
- Jeanette Sterke – Kay, Vincent unokatestvére
- Toni Gerry – Johanna van Gogh-Bonger

## Rövidfilm
Az MGM egy rövidfilmet készített Van Gogh: Darkness Into Light címmel, a narrátora Dore Schary, ebben bemutatja a forgatáshoz használt európai helyszíneket A nap szerelmese című film népszerűsítésére. A filmben egy Auvers-sur-Oise-i 75 éves asszony (nem Jeanne Calment, aki több száz kilométerrel délebbre, Arles-ban élt), aki azt állítja, hogy fiatal korában ismerte Van Goghot, találkozik Kirk Douglasszel, és megjegyzi, hogy mennyire hasonlít a festőre. A film elején és végén az alkotók köszönetet mondanak több galériának, gyűjtőnek és történésznek, akik lehetővé tették, hogy Van Gogh munkáit használják a filmhez.

## Fordítás
Ez a szócikk részben vagy egészben  a   Lust for Life (1956 film) című angol Wikipédia-szócikk ezen változatának fordításán alapul.  Az eredeti cikk szerkesztőit annak laptörténete sorolja fel. Ez a jelzés csupán a megfogalmazás eredetét és a szerzői jogokat jelzi, nem szolgál a cikkben szereplő információk forrásmegjelöléseként.